# Ickenham (métro de Londres)
Ickenham est une station de la Metropolitan line et de la Piccadilly line du métro de Londres, en zone 6. Elle est située à Ickenham (en), dans le Borough londonien de Hillingdon.

## Histoire
La station est mise en service le 25 septembre 1905.

## À proximité
- Ickenham (en)